# Rencontre fatale
Pour plus de détails, voir Fiche technique et Distribution.
Rencontre fatale (Fatal Affair) est un film américain réalisé par Peter Sullivan, sorti en 2020.

## Synopsis
Ellie Warren, une avocate, vit avec son mari Marcus qui se remet d'un accident. À son travail, elle rencontre le nouveau consultant en technologie qui s'avère être son vieil ami David Hammond. Elle boit un verre avec lui puis ils finissent par avoir une relation sexuelle. À partir de ce moment, David commence à surveiller Ellie à son insu.

## Fiche technique
- Titre : Rencontre fatale
- Titre original : Fatal Affair
- Réalisation : Peter Sullivan
- Scénario : Peter Sullivan, Rasheeda Garner et Jeffrey Schenck
- Musique : Matthew Janszen
- Photographie : Eitan Almagor
- Montage : Randy Carter
- Production : Barry Barnholtz, Nia Long et Jeffrey Schenck
- Société de production : Hybrid
- Pays :  États-Unis
- Genre : Thriller
- Durée : 89 minutes
- Dates de sortie : 
  - Netflix : 16 juillet 2020

## Distribution
- Nia Long (VF : Annie Milon) : Ellie Warren
- Omar Epps (VF : Jean-Baptiste Anoumon) : David Hammond
- Stephen Bishop (VF : Serge Faliu) : Marcus Warren
- Aubrey Cleland (VF : Aurélie Konaté) : Brittany Warren
- Maya Stojan (VF : Fily Keita) : Courtney
- KJ Smith : Deborah
- Jason-Shane Scott : Travis
- Carolyn Hennesy (VF : Brigitte Aubry) : Janice
- Fredella Calloway (VF : Maïk Darah) : Dr. Leigh Beverly
- Estelle : Linda
- Jacob Aaron Gaines (VF : Jean-Michel Vaubien) : Scott
- Kym Jackson (VF : Audrey Sourdive) : Nicole
- Lyn Alicia Henderson (VF : Géraldine Asselin) : le détective Larson

 Source et légende : version française (VF) sur RS Doublage

## Accueil
Le film a reçu un accueil défavorable de la critique. Il obtient un score moyen de 34 % sur Metacritic.